# Moschus-Erdbeere
Die Moschus-Erdbeere (Fragaria moschata), auch Zimt-Erdbeere oder Bisamerdbeere genannt, ist eine Pflanzenart aus der Gattung der Erdbeeren (Fragaria) innerhalb der Familie der Rosengewächse (Rosaceae). Sie gedeiht oft an Waldrändern, aber auch an feuchten Gebüschstandorten.

## Beschreibung

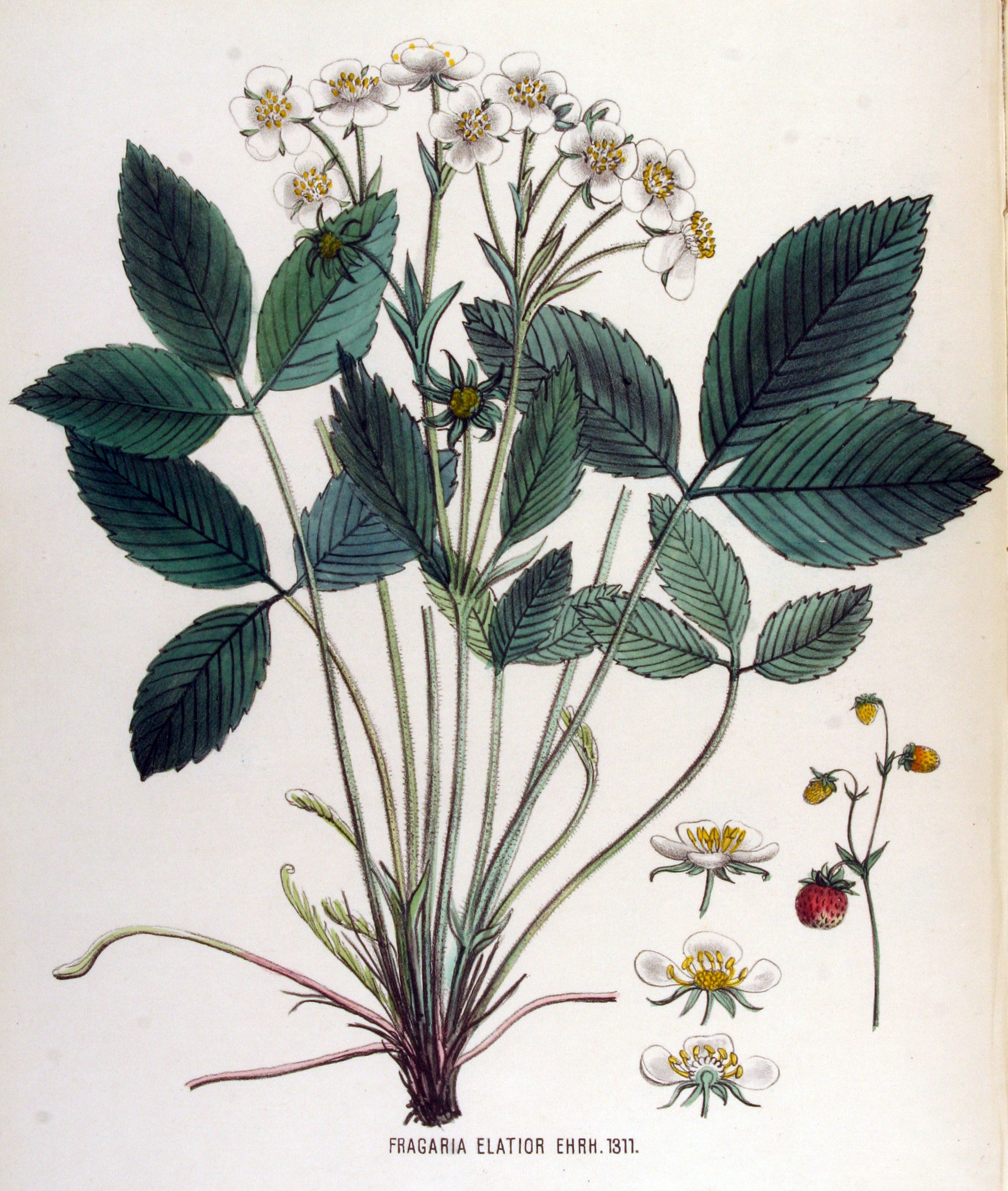
Illustration aus Flora Batava, Volume 17

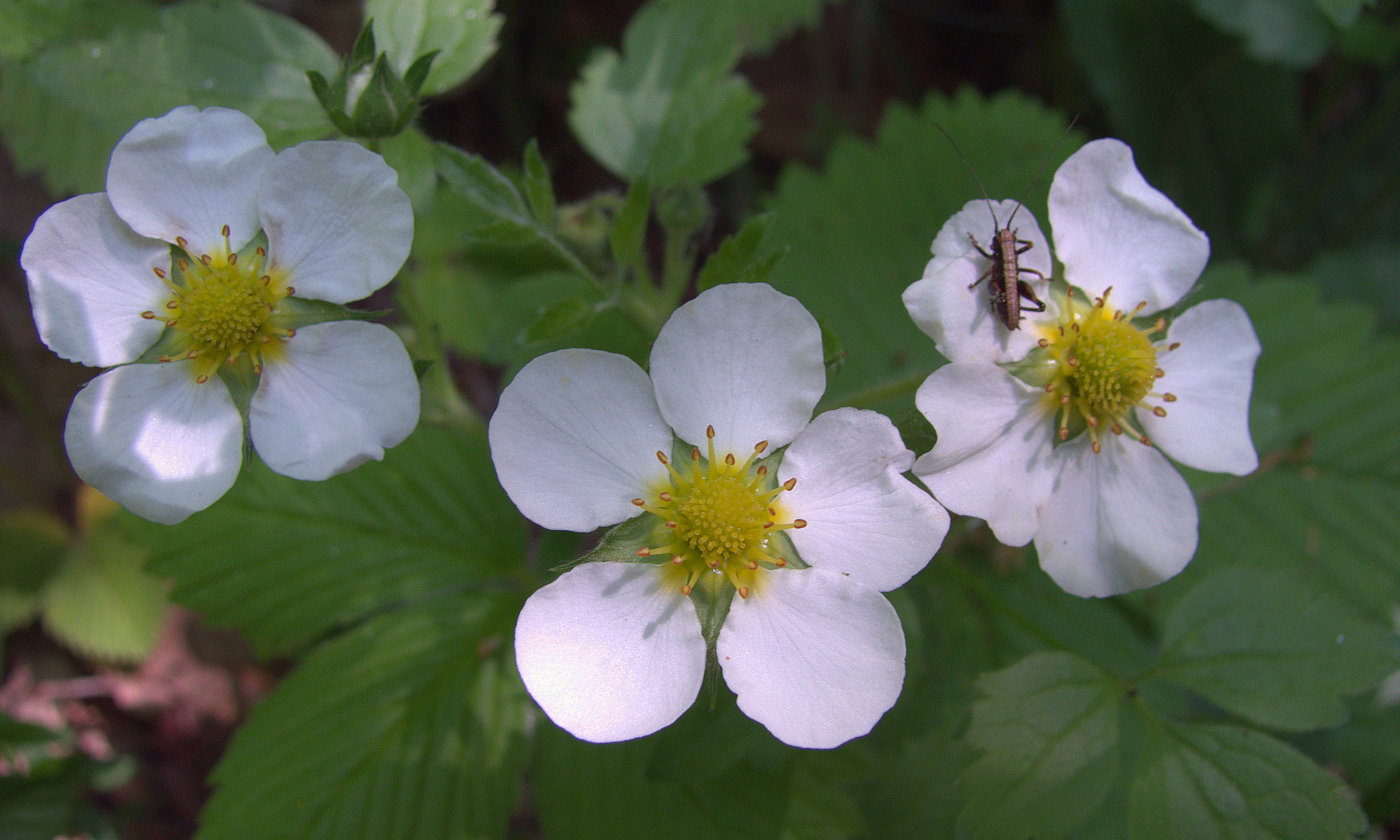
Radiärsymmetrische Blüten im Detail

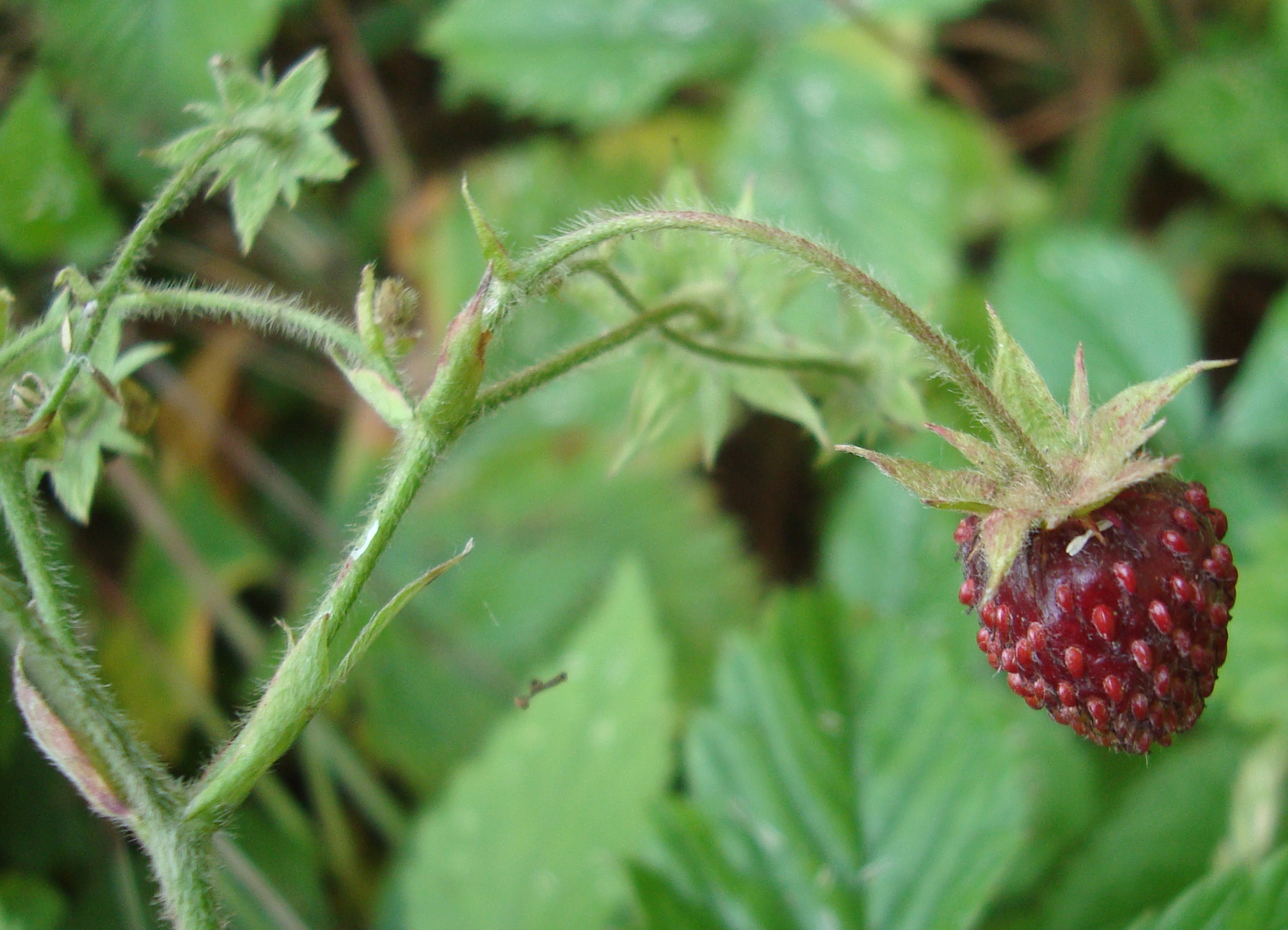
Sammelnussfrucht mit Nebenkelch- und Kelchblättern im Detail; Behaarung gut erkennbar

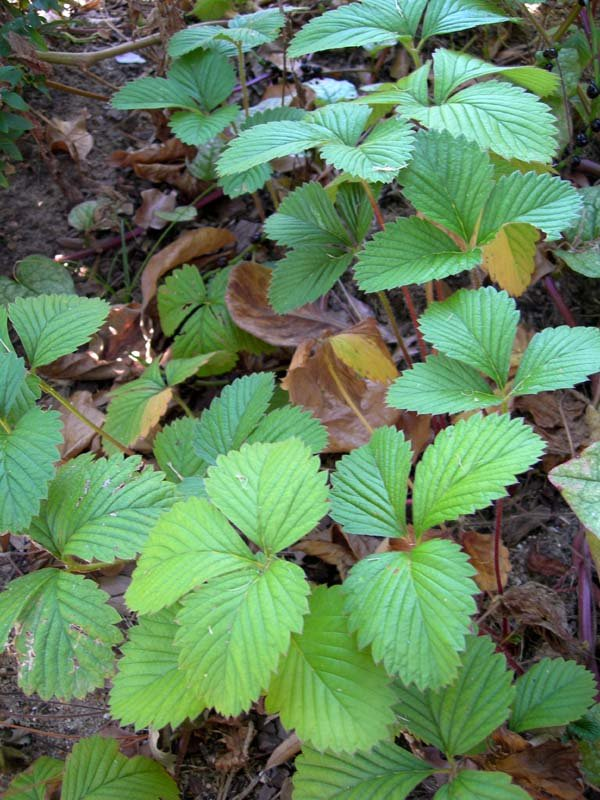
Habitus und gestielte, gefingerte Laubblätter

### Vegetative Merkmale
Die Moschus-Erdbeere ist eine  wintergrüne, ausdauernde, krautige Pflanze. Sie erreicht Wuchshöhen bis 40 Zentimetern und ist damit im Wuchs größer als die Gartenerdbeere. 
Die Laubblätter sind in Blattstiel und Blattspreite gegliedert. Die dreiteilig gefingerte Blattspreite  ist fiedernervig und besitzt einen gesägten Blattrand.

### Generative Merkmale
Die Moschus-Erdbeere blüht von Mai bis Juni und die Früchte reifen im Laufe des Sommers. Sie ist zweihäusig getrenntgeschlechtig (diözisch); männliche und weibliche Blüten kommen auf getrennten Individuen vor. In Kultur finden sich auch Pflanzenexemplare mit zwittrigen Blüten, es wird jedoch vermutet, dass es sich dabei um Hybriden mit der Hügel-Erdbeere handelt. Im Gegensatz zur ähnlich aussehenden Wald-Erdbeere hat die Moschus-Erdbeere waagerecht abstehende Haare an den Blütenstielen und die Blütenhüllblätter sind mit 5 bis 10 Millimetern Länge größer als die der verwandten Art. 
Die Blüten sind radiärsymmetrisch und fünfzählig. Jeweils fünf kleine Außenkelchblätter umgeben eine Blüte. Ein damit alternierender Kreis wird von den eigentlichen fünf Kelchblättern gebildet. Darüber folgen fünf weiße Kronblätter.
Die „Scheinfrucht“ ist keine Beere, wie der Name suggeriert, sondern eine Sammelnussfrucht.
Die Chromosomenzahl beträgt 2n = 42, aber auch 28, 35 oder 56.

## Verwechslungsmöglichkeit
Eine Verwechslungsmöglichkeit besteht mit der etwas kleineren Wald-Erdbeere. Aber während bei der Wald-Erdbeere die Haare am Blütenstiel anliegend zur Blüte hin gerichtet sind, sind die Haare bei der Moschus-Erdbeere abstehend und zeigen in Richtung Wurzel.

## Vorkommen
Die Moschus-Erdbeere wächst bevorzugt entlang von Waldrändern und benötigt feuchte sowie geschützte Standorte, da sie besonders im späten Frühjahr starke Temperaturschwankungen, besonders Nachtfröste, nicht verträgt. Sie gedeiht auf nährstoffreichen Böden. Sie wächst in Mitteleuropa in Gesellschaften der Verbände Pruno-Rubion, Carpinion oder Alno-Ulmion.

## Verwendung als Nahrungsmittel
Die Moschus-Erdbeere wurde in Deutschland früher angebaut, ist aber heute in Gärten relativ selten zu finden, da sie von den Kultursorten der Gartenerdbeere wegen des größeren Kulturaufwands und der kleineren Früchte weitgehend verdrängt wurde.
Die Zimt- oder Moschuserdbeere ist in Teilen Europas bereits seit langem in Kultur, gesichert ist ihr Anbau seit dem frühen 17. Jahrhundert (Abbildung im Hortus Eystettensis als fraga fructu magno). Noch zu Beginn des 19. Jahrhunderts war sie in Deutschland die häufigste im Garten vertretene Erdbeere. Bis zum Ersten Weltkrieg waren die Vierlande bei Hamburg ihr Hauptanbaugebiet, deshalb hieß sie auch vielfach "Vierländer Erdbeere". Derzeit wird sie nur noch in Italien, in der Umgebung Mailands in nennenswertem Umfang als "Profumata di Tortona" kultiviert. Ansonsten findet sie sich vereinzelt bei Liebhabern. Moschuserdbeeren zeichnen sich durch einen charakteristischen süßen und aromatischen Geschmack aus, vergleichbar dem "Muskat"-Geschmack mancher Traubensorten. Ihr Anbau ist wenig von dem anderer Gartenerdbeeren unterschieden, allerdings ist es notwendig, als Bestäuber neben weiblichen auch männliche oder zwittrige Pflanzen zu setzen. Das Aromakonzentrat der Moschus-Erdbeere enthält etwa 130 chemischen Komponenten, darunter Benzoesäuremethylester, Buttersäureethylester, Essigsäureethylester, Essigsäurehexylester, Essigsäureoctylester,  Essigsäurebenzylester, Valeriansäureethylester, alpha-Pinen, beta-Pinen, 2-Heptanol, 2-Heptanon, 2-Pentadecanon, 2-Nonanon, 2-Undecanol, 2-Undecanon,  Caprylsäuremethylester,  Caprinsäuremethylester, Capronsäuremethylester, Capronsäureethylester, Laurinsäuremethylester, Tridecanol, Limonen, Zimtsäuremethylester.
Kultivare:
- ‘Capron’ royal, zwittrig
- ‘Bauwens’, weiblich
- ‘Profumata di Tortona’, weiblich
- ‘Askungen’ (‘Truedsson’) zwittrig
- ‘Marie Charlotte (Hans)’ zwittrig
- ‘Cotta’, männlich